# Molse Nete
De Molse Nete is een rivier die ontspringt nabij de Lommelse kern Kattenbos en in westelijke richting stroomt, ten zuiden van Wezel en ten noorden van Balen. Vervolgens wordt het Kanaal Dessel-Kwaadmechelen gekruist en even verder komt de Scheppelijke Nete in de Molse Nete uit en loopt deze rivier slechts enkele tientallen meters ten zuiden van het centrum en de kerk van Mol. Achter de ligweide van het openluchtzwembad vloeit de Oude Neet in de Molse Neet. Dan stroomt ze sterk meanderend in westwaartse richting langs een reeks vijvers om uiteindelijk iets ten zuiden van Geel, bij Winkelom, in de Grote Nete uit te monden. 
De vijvers zijn het resultaat van de turfwinning die vanaf de 19e eeuw tot na de Tweede Wereldoorlog heeft plaatsgevonden. 